# Бутуханов, Георгий Борисович
Георгий Борисович Бутуханов (род. 26 ноября 1932, Нуху-Нур, Баяндаевский район, Иркутская область) — советский и российский театральный актёр, народный артист России (1994).

## Биография
Георгий Бутуханов родился 26 ноября 1932 года в улусе Нуху-Нур Баяндаевского района Иркутской области в крестьянской семье, сын репрессированного председателя колхоза «Путь Ильича». Рано остался без родителей. В 1940—1947 годах, будучи школьником, участвовал в концертах. После семилетней школы работал два года разнорабочим в колхозе. В 1952 году окончил среднюю школу в райцентре. Работал в течение одного года учителем начальных классов в Нуху-Нуре.
В 1953—1958 годах учился в Ленинграде в составе в Бурятской национальной студии Ленинградского института театра, музыки и кинематографии имени А. Островского (ЛГИТМиК) на факультете актёрского мастерства (1958, педагог — Т. Г. Сойникова).
С 1958 по 2011 год работал в Бурятском театре драмы им. Х. Намсараева, где сыграл более ста ролей.

## Награды и премии
- Лауреат конкурса молодых профессиональных актёров на втором фестивале ленинградской молодёжи (Ленинград, 1957).
- Заслуженный артист Бурятской АССР (1967).
- Серебряная медаль имени народного артиста СССР А. Д. Попова (1973) за исполнение роли Похлёбкина в спектакле «Лёнушка» Л. Леонова.
- Орден «Знак Почёта» (1976).
- Народный артист Бурятской АССР (1978).
- Республиканская премия Бурятской АССР (1984).
- Заслуженный артист РСФСР (29.05.1986).
- Народный артист России (09.02.1994)[1].
- Почётный знак «Чингис-хан» (2001, Монголия) за создание образа Чингис-богдо-хана.
- Государственная премия Республики Бурятия (2002).
- Заслуженный работник культуры Агинского бурятского автономного округа (2005).
- Заслуженный работник культуры Усть-Ордынского автономного округа (2007).
- Почётный гражданин Баяндаевского района (2007).
- Медали: Медаль «За строительство Байкало-Амурской магистрали» (1986), Медаль «За доблестный труд в Великой Отечественной войне 1941—1945 гг.» (1993), Юбилейная медаль «50 лет Победы в Великой Отечественной войне 1941—1945 гг.» (1995).

## Работы в театре
- «Старший сын» А. Вампилова — Сарафанов
- «Выходили бабки замуж» Ф. Булякова — Абдулла
- «Кнут тайши» Х. Намсараевв — Гоншог
- «Король Лир» Шекспира — граф Кент
- «Не бросай огонь, Прометей» М. Карима — Зевс
- «Прощание в июне» А. В. Вампилова — Колесов
- «Прошлым летом в Чулимске» А. В. Вампилова — Шаманов
- «Лиса и виноград» Г. Фигейредо — Эзоп
- «Ревизор» Н. Гоголя — Земляника
- «Власть» А. Сафронова — Байков
- «По древнему обычаю» Б. Гаврилова — Очир